# وجدی بوعزی
وجدی بوعزی (انگلیسی: Wajdi Bouazzi؛ زادهٔ ۱۶ اوت ۱۹۸۵) بازیکن فوتبال اهل تونس است.
از باشگاه‌هایی که در آن بازی کرده‌است می‌توان به باشگاه فوتبال المعب تونس، باشگاه ورزشی المسیمیر، باشگاه فوتبال اسپرانس تونس، باشگاه فوتبال لوزان-اسپورت، و باشگاه فوتبال صفاقسی اشاره کرد.
وی همچنین در تیم ملی فوتبال تونس بازی کرده‌است.